# Harald Bosio
Harald Bosio, född 2 januari 1906, död 1980, var en österrikisk utövare av längdskidåkning, backhoppning och nordisk kombination som tävlade på 1920- och 1930-talen.
Bosio deltog i ett världsmästerskap, VM 1933, där han blev bronsmedaljör i nordisk kombination. Bosio blev därmed den första österrikare att vinna en medalj i nordisk skidsport. Han deltog även i OS 1928, 1932 och 1936.